# Villamayor del Río
Villamayor del Río es una localidad situada en la provincia de Burgos, comunidad autónoma de Castilla y León (España), comarca de Montes de Oca, partido judicial de Burgos, ayuntamiento de Fresneña. Población atravesada por el Camino de Santiago Francés. 

## Geografía
Al este de la comarca en el Camino de Santiago, junto a las localidades de Quintanilla del Monte y Fresneña. Atraviesa su término de sur a norte el río Volorio, denominado así por una antigua tradición en la cual se decía que el agua conllevaba fortuna, y tenía valor. Nace en la sierra de la Demanda en el término de Eterna y desemboca en el río Tirón aguas abajo de Cerezo.

## Administración y política
Entidad Local Menor de Fresneña, cuyo alcalde pedáneo es Jonatan Morales Hortigüela Con sus 29 habitantes (2019) es la localidad más poblada del municipio, y una con las mejores condiciones de vida.

## Historia
En el fuero de 'Cerezo, dado en 1146 por Alfonso VII, se
le nombra Villamayor de la Sombría, a causa de las arboledas
que se ven en sus cercanías. 
Lugar perteneciente al partido de Santo Domingo de la Calzada, con jurisdicción de señorío ejercida por el duque de Frías que nombraba su alcalde pedáneo. 
A la caída del Antiguo Régimen se constituye en municipio, en el Belorado, perteneciente a la región de Castilla la Vieja, que en el censo de la matrícula catastral contaba con 14 hogares y 47 vecinos. Este municipio desaparece incorporándose al de Fresneña, aunque siempre ha habido un grado de independencia bastante notable.
San Juan de Buradón
O la Granja de Buradón, situada al sureste de Quintanilla del Monte cerca y al este de Villamayor del Río, es nombre y topónimo de un asentamiento de origen íbero, o en todo caso celtíbero; su nombre hace referencia al dios íbero Vorovio, que de una manera u otra está presente en toda la comarca (de ahí proviene “vureva”).
Vorovio era el dios íbero de los bosques y los montes .
Es de interés recordar aquí, por esa vinculación con el bosque y el arbolado, que el poeta hispanorromano Marcial se refiere en su obra (4,55,23) a que en Buradón (Mons Burado) había un robledal sagrado .
Nuestro experto comarcano, Rufino Gómez piensa también que Buradón es un topónimo viejo. Sin embargo le parece claro que el vocablo Buradón proviene de “eburo” (tejo en celta) más “-dunum” (colina) = “Colina del Tejo” , y coincide con similares argumentos en cuanto a la sacralidad de los árboles, afirmando, además, la existencia de un robledal.
Y también lo relaciona con el vadi que corre las proximidades de la Encomienda, llamado “Los Barones”, en dirección sur a norte como todos los riajales comarcanos, hasta desembocar en el río de Fresneña (Volorio) a los pies de las grutas, y ermita Nª Sra. la Blanca.
Buradon es citado también en el Fuero de Cerezo (10 de enero de 1151) como “Sanctus Johannes de Buradon”, lo que indica que para esa fecha ya estaba bajo la jurisdicción de dicho fuero.
Perteneció, en efecto, a Orden Hospitalaria de San Juan de Jerusalén (Orden de Malta) , dedicada a la vigilancia del Camino de Santiago, y por ello la Orden tenía distintos centros a lo largo de su recorrido.
San Juan de Buradón llegó a tener importancia dentro de la Orden al convertirse en el siglo XIII en sede administrativa de toda la encomienda, que tuvo muchos derechos, dominios y bienes agrarios y forestales, por los que varios de los pueblos comarcanos tributaron a la Orden de Malta.
En el catastro del marqués de la Ensenada se refiere a que Buradón es señorío de esa Orden, que limita al solano y al regañón con el monte comunero “Carrasquedo”, al ábrego con Villamayor del Río y al cierzo con Quintanilla del Monte (se equivoca ese Catástro en las orientaciones de los vientos).
Cuando Gaspar Melchor de Jovellanos pasa por Redecilla del Camino, escribe en su diario: “... y a la derecha, Buradon, casa con dos campanas y encomienda de San Juan” . Al decir “ a la derecha” tras pasar por Redecilla del Camino, nos está indicando que el Camino de Santiago, el camino que recorría Jovellanos, pasaba al sur del trazado actual de la N-120. Si Jovellanos hiciera ese recorrido hoy día, diría “ a la izquierda tras pasar por Redecilla del Camino”. Esto nos hace indicar que el Camino de Santiago actual entre Viloria de Rioja y Villamayor del Río, no es el Camino antiguo, que supongo iba en línea recta entre ambos pueblos, y entraría en Villamayor del Río por su cara sureste…, no por la cara noroeste por donde entra ahora… Y ello también porque el Camino pasaría por esta Encomienda de S. Juan de Buradón, que está al sur del trazado actual del mismo, y por lo mismo Jovellanos transitaría a su vez al sur de la propia Buradón, una vez perdida la importancia histórica que llegó a tener…
Esa descripción exigua de una casa con dos campanas coincide con otra descripción posterior al detalle de Jovellanos, que tenemos de 1829 y que nos habla de un vecino con sus criados y su labranza: “Buradón, Granj. Ord. de Esp. en la provincia de Burgos, perteneciente a la Orden de Malta. Situada al pie de un cerro entre Velorado y Villamayor de Rioja. Es terreno pingüe para todos los granos, principalmente trigo y cebada. Tiene un vecino con sus criados y labranza. Está junto al camino de la Rioja en terreno pantanoso, como es todo el que media entre Velorado y Sto. Domingo de la Calzada, y comprende los pueblos de Buradón, Villamayor, Viloria, Villaipun o Castildelgado, Redecilla del Camino y Grañón: todos de abundantes cosechas de grano y muchas ganadería. (Not. Dada por el señor Manuel Cesáreo del Castillo, cura de las Rebolledas)“ .
Es claro que para entonces la Orden de Malta ya no ejercía su oficio sobre el Camino de Santiago, desde San Juan de Buradón. Buradón ya era una mera granja que simple y únicamente le tributaba un arriendo pagado por “vecino” arrendatario.
Esto nos indicaría que Buradon estuvo en pie al menos hasta finales del siglo XIX, porque efectivamente estuvo sometida al proceso de desamortización que afectó a toda la Orden de Malta como lo indica el Real Decreto de 1 de mayo de 1848 establece: "Artículo 1°. Se declaran en venta todos los bienes raíces, censos, rentas, derechos y acciones de las Encomiendas de la orden de San Juan de Jerusalén."
Por las indicaciones citadas de Rufino Gómez, los restos de la Encomienda de San Juan en Buradón también recibieron su “sepultura” definitiva con la ordenación de las fincas ejecutada por la concentración parcelaria de los años 70 del siglo pasado…
Por ese motivo se modificó el Camino de Santiago originario, y seguramente se deterioraron aún más las ruinas y los restos de la Granja de Buradón…
Para Ernesto Soto
De Víctor Barrio Sierra

## Patrimonio
Iglesia de San Gil Abad, dependiente de la parroquia de Belorado en el Arciprestrazgo de Oca-Tirón de la diócesis de Burgos.

## Curiosidades
Según personas mayores, la patrona del pueblo era Nuestra Señora del Río, teniendo su ermita muy cerca del actual cementerio, una vez desaparecida la ermita se la veneraba en una hornacina en la parte baja del coro hasta que este 
se hundió. "Era pequeñita, pero muy bonita" Su paradero es desconocido. En 1718 no tenía ya más que una cama y subsistía la ermita de Nuestra Señora del Río en buen estado. 
El pueblo es conocido por "El pueblo de las tres mentiras"; ni es Villa, ni es Mayor, ni tiene Río.